# Nokia N92
Il Nokia N92 è un telefono cellulare prodotto dall'azienda finlandese Nokia e messo in commercio nel 2006.

## Caratteristiche
- Dimensioni: 107 x 58 x 24 mm
- Massa: 191 g
- Risoluzione display: 320 x 240 pixel a 16 400 000 colori
- RIsoluzione display esterno: 128 x 36 pixel a 65 000 colori
- Durata batteria in conversazione: 4 ore
- Durata batteria in standby: 336 ore (14 giorni)
- Memoria: 40 MB espandibile con MMC
- Fotocamera: 1.9 megapixel
- Bluetooth e infrarossi